# Crooked Rain, Crooked Rain
Crooked Rain, Crooked Rain ist das zweite Studioalbum der US-amerikanischen Rockband Pavement und erschien im Februar 1994 auf den Labels Matador Records und Big Cat Records. Das Album gilt wie sein Vorgänger Slanted and Enchanted als Meilenstein der alternativen Musik der 1990er Jahre.

## Hintergrund
Crooked Rain, Crooked Rain wurde zwischen August und September 1993 in den Random Falls Studios in New York City eingespielt. Der vormalige Schlagzeuger Gary Young wurde vor den Aufnahmen durch Steve West ersetzt. Der Albumtitel ist laut Stephen Malkmus eine Anspielung auf Purple Rain von Prince.
Das zweite Album bedeutete für Pavement die Abkehr vom rauen Lo-Fi-Klang des Vorgängers hin zu zugänglicheren Rocksongs, eine Ausnahme bildet Hit the Plane Down mit dem verzerrten Gesang von Scott Kannberg. Ferner findet man auf Crooked Rain, Crooked Rain Anklänge an Country („Range Life“), Rock ’n’ Roll (der an „Everyday“ von Buddy Holly erinnernde Opener „Silence Kid“), Jazz (die Dave-Brubeck-Hommage „5-4=Unity“), Punk („Unfair“) und die deutsche Krautrock-Band Can („Stop Breathin’“). Stephen Malkmus und Scott Kannberg gaben die kalifornische Rockmusik der 1960er Jahre als Inspiration an. Der Song Fillmore Jive verweist auf das Konzertgebäude The Fillmore in San Francisco, in dem viele Rockbands aus dieser Zeit auftraten.
Bryce Goggin, der auf Range Life Piano spielt, war auch Toningenieur des Albums und für die Abmischung zuständig.
Das zentrale Foto auf der Vorderseite der Hülle entstammt einer Ausgabe des National Geographic von 1978. Gestaltet wurde das Albumcover von Malkmus.
Der Song Silence Kid ist auch als Silence Kit bekannt. Auf der Rückseite des Albums wurde der Titel nicht korrekt abgedruckt, wodurch die Schreibweise mit T Verbreitung fand.
Crooked Rain, Crooked Rain wurde am 14. Februar 1994 über die Labels Matador Records (USA) und Big Cat Records (Großbritannien) veröffentlicht, den Vertrieb in Deutschland übernahm Rough Trade Records.
Die Single Cut Your Hair ist der größte Erfolg der Band und erreichte Platz 10 der Billboard-Charts für Alternative-Songs.

## Titelliste
Bis auf Hit the Plane Down stammen alle Songs aus der Feder von Stephen Malkmus.
1. Silence Kid – 3:01
2. Elevate Me Later – 2:51
3. Stop Breathin’ – 4:28
4. Cut Your Hair – 3:07
5. Newark Wilder – 3:53
6. Unfair – 2:33
7. Gold Soundz – 2:41
8. 5-4=Unity – 2:09
9. Range Life – 4:54
10. Heaven Is a Truck – 2:30
11. Hit the Plane Down (Scott Kannberg) – 3:36
12. Fillmore Jive – 6:38

## Rezeption
Das zweite Album von Pavement hat durchweg positive Kritiken bekommen und gilt auch noch in der Rückschau als eines der wichtigsten Rock-Alben der 1990er Jahre.
Die Musikzeitschrift Rolling Stone wählte Crooked Rain, Crooked Rain 2003 auf Platz 210, 2012 auf Platz 212 und 2020 auf Platz 434 der 500 besten Alben aller Zeiten. Es belegt zudem Platz 10 der 100 besten Alben der 1990er Jahre. Der Song Gold Soundz erreichte Platz 6 der 50 besten Songs des Jahrzehnts.
Pitchfork wählte Crooked Rain, Crooked Rain auf Platz 8 der 100 besten Alben des Jahrzehnts. Gold Soundz wurde von Pitchfork gar zum besten Song der 1990er Jahre gekürt.
In der Aufstellung der 500 besten Alben aller Zeiten des New Musical Express belegt es Platz 408. Der Song Cut Your Hair wurde auf Platz 386 der 500 besten Songs gewählt.
Das Magazin Spin führt es auf Platz 44 der 300 besten Alben aus dem Zeitraum 1985 bis 2014.

„Das Album ist trotz aller Uneindeutigkeit ein amerikanischer Klassiker, reich an Hooks und Melodien, die
nur von einer entspannten Generation von Musikern stammen können, die sich selbst nicht zu ernst nehmen.
Jeder Track symbolisiert Sonnenschein und Spaß. Das Album erwärmt das Herz auch heute noch und gewinnt bei
jedem Durchlauf im CD-Player an Bedeutung.“

„Konkurrenzloser, perfekter Pop, darunter die strahlenden Songs „Cut Your Hair“, „Gold Soundz“ und „Range Life“.“

„Gut die Hälfte der Songs auf Crooked Rain, Crooked Rain besitzt das Zeug zum Klassiker. Dabei sind die Zutaten – pur genossen – nur bedingt bekömmlich: Gitarren am Abgrund, unergründliche Lärm-Exzesse, apokalyptische Blues-Sequenzen. Zum Cocktail verrührt und um swingende Instrumentals angereichert, bescheren die einzelnen Bestandteile dieser Platte dem Freund alternativer Klänge jedoch manch magischen Moment.“

„I was 14 when Crooked Rain came out. And modern rock radio, at least in Philadelphia, was playing weirder, cooler ’90s stuff on the air, which is where I heard “Cut Your Hair” for the first time. I just thought that song was cool. It’s by no means my favorite song on the record, especially now. But the album as a whole didn’t hit me right away; with every listen, though, it got better and better. I was heavy into skateboarding at the time, and “Range Life” was my favorite song. And I should say before that point Smashing Pumpkins were one of my favorite bands, but when Malkmus name-checked them on that song, of course I switched over to their side. “Stop Breathin’” is another favorite of mine; it’s just so jangly and melodic. It truly was a classic rock record.“

Wie auch sein Vorgänger wurde Crooked Rain, Crooked Rain in die 1001 Albums You Must Hear Before You Die aufgenommen.

## Kontroversen um „Range Life“
Aufgrund der letzten Strophe des Songs Range Life, in dem sich das Lyrische Ich wenig schmeichelhaft über die Bands Smashing Pumpkins und Stone Temple Pilots auslässt, gab es Kontroversen. Stephen Malkmus betonte zwar, dass der Text eher ironisch und nicht verunglimpfend oder gar als Diss gemeint war; trotzdem äußerte sich Billy Corgan, Sänger der Smashing Pumpkins, noch 2010 vor einem Festival in Brasilien, auf dem beide Bands spielten, negativ über die Zeilen und Pavement im Allgemeinen, so kritisierte er die Reunion-Tour der Band als „Ausverkauf“ und „Verrat“. Erst 2018 erklärte Corgan, dass er keinen Groll mehr gegen Malkmus hegt.
Die betreffende Strophe im Wortlaut:

„Out on tour with the Smashing Pumpkins

Nature kids, I they don’t have no function

I don’t understand what they mean

And I could really give a fuck

The Stone Temple Pilots, they’re elegant bachelors

They’re foxy to me are they foxy to you?

I will agree they deserve absolutely nothing

Nothing more than me“

## LA’s Desert Origins
Im Oktober 2004 veröffentlichten Matador und Domino Records eine erweiterte Neuauflage auf 2 CDs namens Crooked Rain, Crooked Rain: LA’s Desert Origins, die neben dem Album auch die B-Seiten der Singleauskopplungen, zusätzliche Songs, Demoaufnahmen, alternative Takes sowie einen Konzertmitschnitt aus der Sendung des Radiomoderators John Peel umfasst. Die Bonus-CD enthält zudem Probeaufnahmen der Songs Flux = Rad, Kennel District, Grounded und Pueblo, welche als fertige Versionen auf dem Nachfolger Wowee Zowee veröffentlicht wurden.
LA’s Desert Origins war nach Luxe & Reduxe die zweite Neuveröffentlichung eines Pavement-Albums mit Bonusmaterial und wurde sehr positiv aufgenommen, so vergaben Rolling Stone, Spin und Pitchfork jeweils die Höchstwertung.
Disc 1: Back to the Gold Soundz (Phantom Power Parables)
Crooked Rain, Crooked Rain
1. Silence Kid – 3:00
2. Elevate Me Later – 2:51
3. Stop Breathin’ – 4:27
4. Cut Your Hair – 3:06
5. Newark Wilder – 3:53
6. Unfair – 2:33
7. Gold Soundz – 2:39
8. 5-4 = Unity – 2:09
9. Range Life – 4:54
10. Heaven Is a Truck – 2:30
11. Hit the Plane Down – 3:36
12. Fillmore Jive – 6:38
Cut Your Hair (B-Seiten)
13. Camera (Mike Mills, Bill Berry, Peter Buck, Michael Stipe) – 3:45
14. Stare – 2:51
Range Life (B-Seiten)
15. Raft – 3:34
16. Coolin’ by Sound – 2:50
Gold Soundz (B-Seiten)
17. Kneeling Bus – 1:33
18. Strings of Nashville – 3:46
19. Exit Theory – 1:00
Gold Soundz Austral-N.Z. French Micronesia 94 Tour EP
20. 5-4 Vocal – 2:08
Crooked Rain, Crooked Rain Bonus 7″
21. Jam Kids – 4:54
22. Haunt You Down – 4:51
No Alternative Compilation
23. Unseen Power of the Picket Fence – 3:51
Hey Drag City! Compilation
24. Nail Clinic – 2:25
Disc 2: After the Glow (Where Eagles Dare)
Demoaufnahmen 1993: Louder Than You Think in Stockton, Kalifornien
1. All My Friends – 5:12
2. Soiled Little Filly – 2:08
3. Range Life – 4:11
4. Stop Breathing – 3:54
5. Ell Ess Two (alias Loretta’s Scars II / Elevate Me Later) – 2:44
6. Flux = Rad – 2:11
7. Bad Version of War – 3:27
8. Same Way of Saying – 4:35
Aufnahmen: August und September 1993, Random Falls Studios in New York City
9. Hands Off the Bayou – 2:43
10. Heaven is a Truck (Egg Shell) – 2:20
11. Grounded – 3:35
12. Kennel District – 3:24
13. Pueblo (Beach Boys) – 3:47
14. Fucking Righteous – 2:47
15. Colorado – 1:13
16. Dark Ages – 2:39
17. Flood Victim – 1:17
18. JMC Retro – 0:52
19. Rug Rat – 3:05
20. Strings of Nashville (Instrumental) – 3:50
21. Instrumental – 3:40
John Peel Session (26. Februar 1994)
22. Brink of the Clouds – 3:48
23. Tartar Martyr – 3:13
24. Pueblo Domain – 4:18
25. The Sutcliffe Catering Song – 3:22